# René de Thorigny
René François Élisabeth Tiburce de Thorigny, né à Bessenay le 19 juillet 1798, mort à Montrésor le 22 janvier 1869, avocat général et homme politique français.

## Biographie
Ministre de l'Intérieur du 26 octobre 1851 au 2 décembre 1851 dans le Gouvernement Louis-Napoléon Bonaparte, il est remplacé par le Duc de Morny.
Il est inhumé au cimetière du Père-Lachaise (36e division).

## Sources
- Ressource relative à la recherche :   - La France savante
- Ressource relative à la vie publique :   - Sénat
- « René de Thorigny », dans Adolphe Robert et Gaston Cougny, Dictionnaire des parlementaires français, Edgar Bourloton, 1889-1891 [détail de l’édition]
- Notices d'autorité :   - VIAF
  - BnF (données)